# Slagnäs
Slagnäs ist ein Ort (Småort) in der schwedischen Provinz Norrbottens län und der historischen Provinz Lappland.
Die Ortschaft in der Gemeinde Arjeplog liegt an der Inlandsbahn. Die Europastraße 45 führt durch den Ort. Neben einem Lebensmittelgeschäft gibt es eine Tankstelle und einen Campingplatz. Slagnäs liegt am See Slagnässjön, der vom Skellefteälven durchflossen wird. An den Sommerwochenenden werden durch den Arvidsjaurs Järnvägsförening häufig Dampfzugfahrten zwischen Arvidsjaur und Slagnäs angeboten.

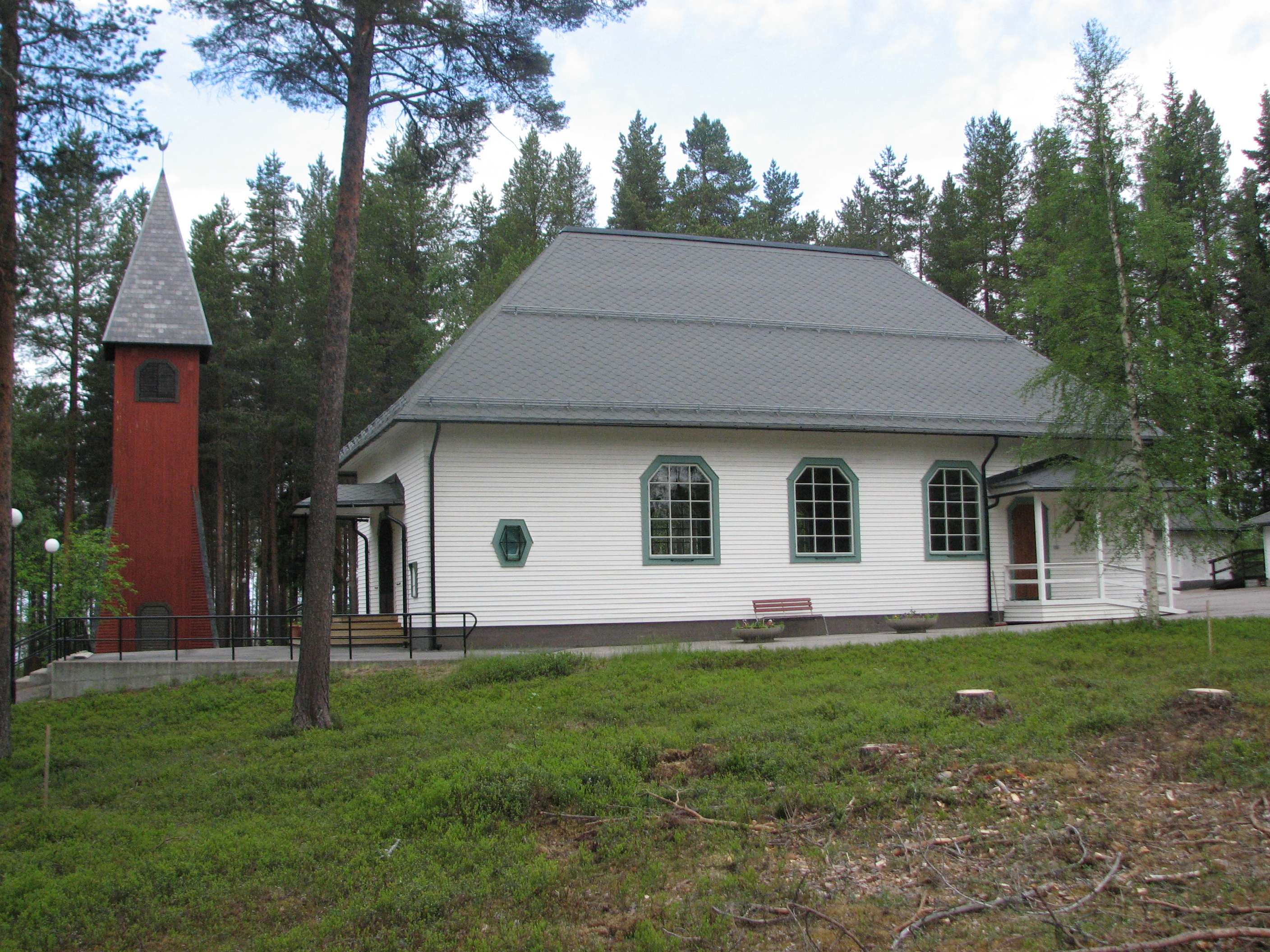
Kirche
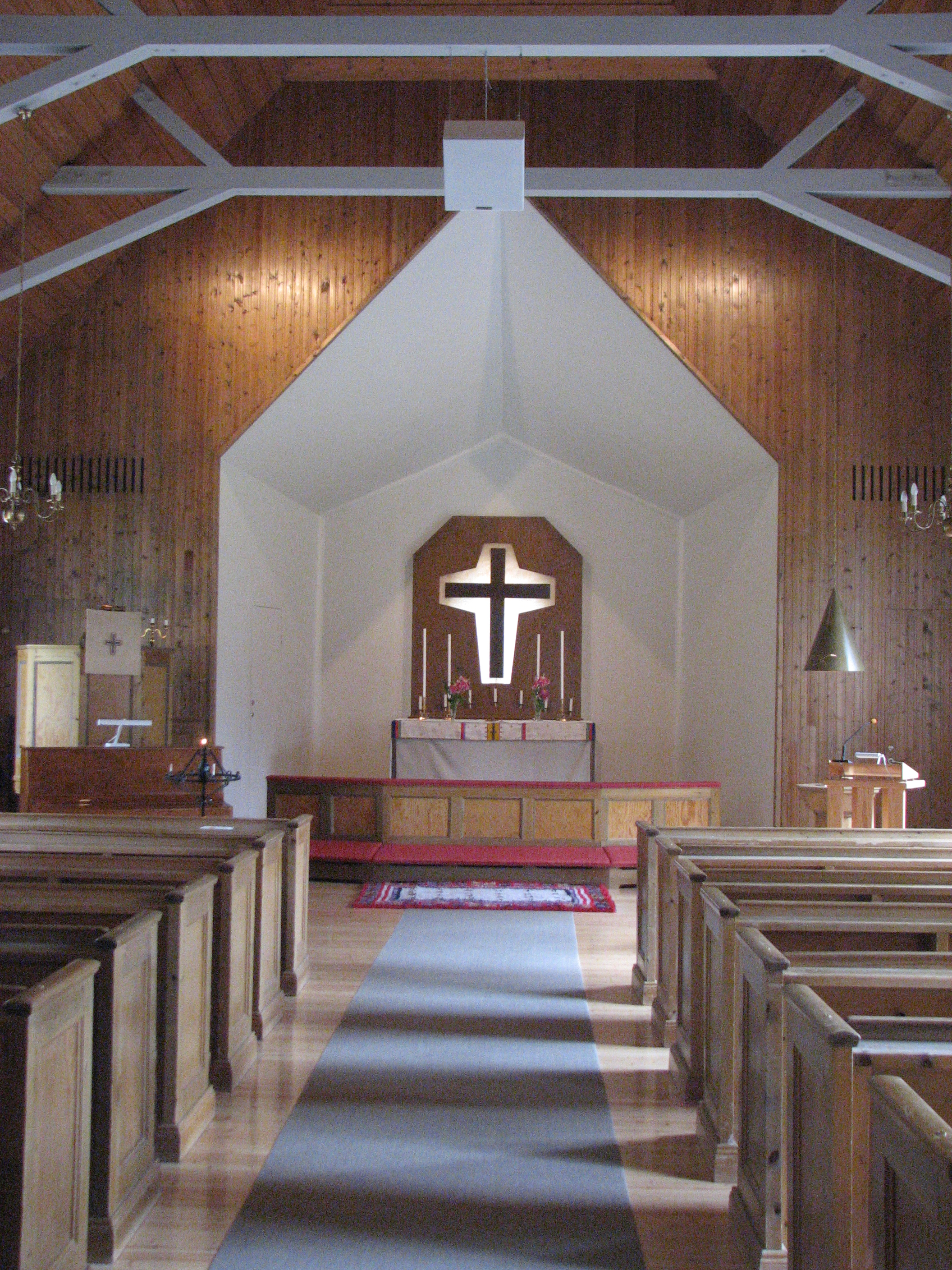
Innenansicht
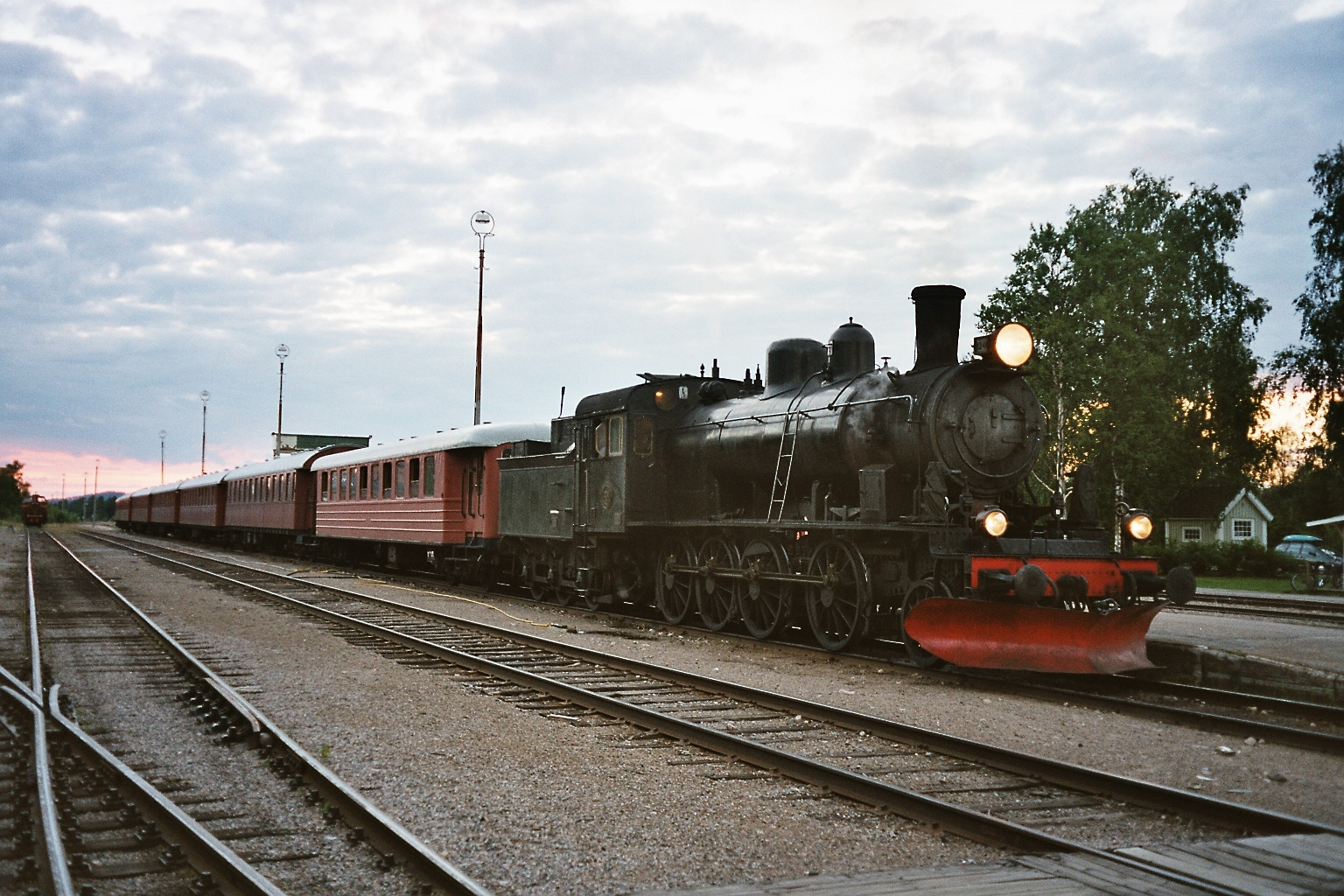
Dampfzug nach Slagnäs